# لبه تاریکی
لبه تاریکی (به انگلیسی: Edge of Darkness) یک مینی‌سریال تلویزیونی از ساخته‌های تلویزیون بی‌بی‌سی است که در سال ۱۹۸۵ در شش قسمت پخش شد. در سال ۲۰۱۰ نیز نسخهٔ سینمایی این سریال با همین عنوان به کارگردانی مارتین کمبل با بازی مل گیبسون ساخته شد.

## داستان
این سریال شش قسمتی، داستان یک دختر دانشجوی بریتانیایی است که در جنبش‌های ضد هسته‌ای فعالیت دارد و یک شب «ظاهراً» به جای پدر به قتل می‌رسد. پدر دختر که خود افسر پلیس یورکشایر است بی اعتنا به تحقیقات پلیس به کاوش برای کشف جزئیات این قتل می‌پردازد. پدر (بازرس کریون) در ادامه جستجوهایش سر از یکی انبارهای اتمی در می‌آورد.